# 2568 Maksutov
2568 Maksutov è un asteroide della fascia principale. Scoperto nel 1980, presenta un'orbita caratterizzata da un semiasse maggiore pari a 2,2049007 UA e da un'eccentricità di 0,1881675, inclinata di 8,03460° rispetto all'eclittica.
L'asteroide è dedicato all'ingegnere ottico sovietico Dmitrij Dmitrievič Maksutov, inventore del telescopio Maksutov-Cassegrain.